# Szulmierz (gromada)
Szulmierz – dawna gromada, czyli najmniejsza jednostka podziału terytorialnego Polskiej Rzeczypospolitej Ludowej w latach 1954–1972.
Gromady, z gromadzkimi radami narodowymi (GRN) jako organami władzy najniższego stopnia na wsi, funkcjonowały od reformy reorganizującej administrację wiejską przeprowadzonej jesienią 1954 do momentu ich zniesienia z dniem 1 stycznia 1973, tym samym wypierając organizację gminną w latach 1954–1972.
Gromadę Szulmierz z siedzibą GRN w Szulmierzu utworzono – jako jedną z 8759 gromad na obszarze Polski – w powiecie ciechanowskim w woj. warszawskim, na mocy uchwały nr VI/10/1/54 WRN w Warszawie z dnia 5 października 1954. W skład jednostki weszły obszary dotychczasowych gromad Koziczyn, Kozdroje, Leśniewo Dolne, Szulmierz, Radomka i Nieborzyn ze zniesionej gminy Regimin oraz obszary dotychczasowych gromad Lipa i Kalisz ze zniesionej gminy Opinogóra w tymże powiecie. Dla gromady ustalono 19 członków gromadzkiej rady narodowej.
31 grudnia 1961, na mocy Uchwały Nr IV-19/61 z 27 września 1961, do gromady Szulmierz włączono wsie Kołaki-Kwasy i Koterman z gromady Opinogóra Górna oraz wieś Stryjewo z gromady Grudusk w tymże powiecie. Ostatecznie zrezygnowano z tej zmiany, ponieważ na mocy Uchwały Nr IV-19/61 z 22 listopada 1961, tego samego dnia (czyli 31 grudnia 1961) z gromady Szulmierz wyłączono (a) wsie Kołaki-Kwasy i Kotermań, włączając je z powrotem do gromady Opinogóra Górna oraz (b) wieś Stryjewo Wielkie, włączając ją z powrotem do gromady Grudusk – w tymże powiecie (na uwagę zasługuje fakt, że późniejsza uchwała nie cofnęła tej pierwszej, jedynie "włączyła" z powrotem poszczególne miejscowości do ich pierwotnej gromady, mimo że data projektowanego manewru nie weszła nawet w życie).
Gromada przetrwała do końca 1972 roku, czyli do kolejnej reformy gminnej.